# Heinrich Seeling

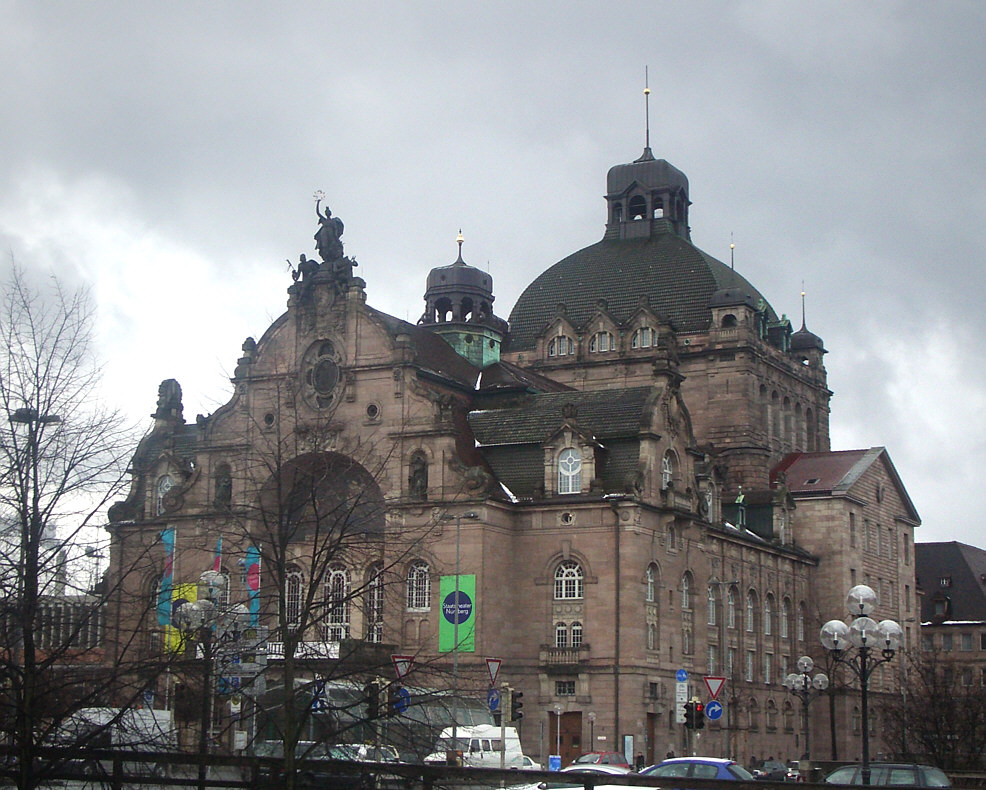
L'opéra de Nuremberg

Heinrich Seeling (1852-1932) est un architecte allemand. Il a dessiné de nombreux théâtres et opéras.

## Biographie
Seeling est enterré au cimetière de Wilmersdorf de Berlin.